# Luxiaria inferna
Luxiaria inferna är en fjärilsart som beskrevs av W. Warren 1903. Luxiaria inferna ingår i släktet Luxiaria och familjen mätare. Inga underarter finns listade i Catalogue of Life.